# Pennsboro
Pennsboro è un comune degli Stati Uniti d'America, nella contea di Ritchie nello Stato della Virginia Occidentale.